# Scleronema operculatum
Scleronema operculatum é uma espécie de bagre (ordem Siluriformes) pertencente ao gênero Scleronema, que atualmente engloba 9 espécies. Foi descrito originalmente por Carl H. Eigenmann em 1917. É uma espécie atualmente pouco estudada, então dados relacionados à sua história de vida, anatomia e aspectos ecológicos não estão muito bem elucidados.

## Descrição e morfologia externa
Scleronema operculatum é um peixe pequeno, de coloração amarronzada, com pintas mais escuras que se estendem desde a parte dorsal da cabeça até porção caudal, ocupando também a lateral superior do animal. Seu corpo é alongado e levemente achatado lateralmente. Possui uma cabeça achatada dorsoventralmente e dois barbilhões curtos com bases largas que se afunilam, um de cada lado, partindo da região próxima à narina. Possui o lábio superior mais largo que o lábio inferior.
Seu tamanho padronizado, isto é, desde o focinho até a última vértebra, pode variar de 2,4 cm até 7,3 cm. Considerando a cauda, o peixe pode ter até 12 cm. Possui um par de nadadeiras peitorais, um par de nadadeiras pélvicas, uma nadadeira anal, uma nadadeira dorsal mole e uma nadadeira caudal homocerca.
O trabalho original de descrição da espécie ressalta a semelhança de animais desse gênero, incluindo Scleronema operculatum, com os peixes do gênero Pygidium.

## Anatomia
A respeito da Osteologia, essa espécie possui uma pré-maxila com 14–19 dentes dispostos em duas fileiras; osso anterior da mandíbula inferior com 28–32 dentes dispostos em 1 a 3 fileiras; opérculo com 9-14 odontódeos e interopérculo com 10–14 odontódeos; arco hióide com 6 ou 7 raios branquiostegais; 35 ou 36 vértebras livres; 3 vértebras abdominais; 11 costelas; primeiro arco hemal completo na 4ª vértebra livre, primeira espinha hemal na 12ª vértebra livre; nadadeira dorsal com 9 pterigióforos; nadadeira anal com 6 pterigióforos.
Sobre o Sistema Laterossensorial, a espécie possui canais com tubos simples (não dendríticos) e poros externos. Também possuem: linha supraorbital com canal nasal geralmente ausente e canal frontal geralmente com poros; linha infraorbital com segmento antorbital invariavelmente ausente e canal esfenótico geralmente com poros; segmento posterior dos canais frontal, esfenótico e óptico fundidos um no outro; canais ótico, pós-ótico e escapular apresentam presença pré-operculo-mandibular e ramos pteróticos curtos e geralmente com um poro cada; canal do tronco curto geralmente com dois poros.

## Distribuição
Scleronema operculatum é endêmico à bacia do rio Ibicuí, um afluente do rio Uruguai no Estado do Rio Grande do Sul.

## Aspectos ecológicos
O Scleronema operculatum habita rios e córregos de água doce, normalmente com substrato de grãos de areia finos. A espécie pode ser encontrada em simpatria com as espécies Scleronema guapa e Scleronema minutum.
Quanto à alimentação, estômagos de 3 espécimes foram analisados e constatou-se que a espécie tem sua dieta principalmente centrada em formas imaturas aquáticas de insetos das ordens Diptera e Odonata.

## Conservação
A espécie ocorre em uma área menor que 20 000 km2 e encontrada em habitats muito específicos. Entretanto, não houve detecção de ameaças e ela pode ser considerada LC (pouco preocupante).

## Etimologia e nomes populares
A palavra Scleronema deriva do grego “σκληρος” (skleros) = duro + “Νέμα” (nema) = filamento. Já o epíteto específico Operculatum deriva da palavra latina “operculum”, que significa opérculo (estrutura presente nos peixes ósseos e que cobre as fendas branquiais).
Alguns nomes populares são utilizados para se referir à espécie. No Uruguai, utiliza-se o termo “Chupa-Chupa” para se referir não somente à espécie Scleronema operculatum, se não para também se referir a outras espécies da família Trichomycteridae. No finlandês, usa-se o termo “Piikkiluikeromonni”, que significa bagre espinhoso (tradução livre). Por fim, em Mandarim, “硬絲鯰” (Yìng sī nián) significa bagre de filamento duro.